# Уокер, Хелен
Хелен Уокер (англ. Helen Walker, полное имя Хелен Мэрион Уокер (англ. Helen Marion Walker); 17 июля 1920 года — 10 марта 1968 года) — американская киноактриса 1940—1950-х годов.
Уокер сыграла в фильмах «Хорошие парни» (1943), «Он сказал „Убийство“» (1945), «Миллионы Брюстера» (1945), «Клуни Браун» (1946), «Убийство в мюзик-холле» (1946), «Аллея кошмаров» (1947), «Финишная прямая» (1947), «Звонить Нортсайд 777» (1948), «Удар» (1949) и «Большой ансамбль» (1955).

## Ранние годы жизни и театральная карьера
Хелен Уокер родилась 17 июля 1920 года в Вустере, Массачусетс, по словам актрисы, «на самой дальней стороне железнодорожных путей». Хелен была второй из трёх дочерей. Её отец, который был управляющим продуктовым магазином, умер, когда ей было четыре года, и воспитание полностью легло на плечи матери. По воспоминаниям Уокер, они всегда жили бедно, и денег постоянно не хватало. Тем не менее, мать сделала всё, чтобы вырастить троих дочерей и дать им хорошее образование. Хелен с детства мечтала стать актрисой.
В 1942 году Уокер переехала в Нью-Йорк, где сначала подменяла Дороти Макгуайр в спектакле «Клодия», а затем играла в основном составе в бродвейском спектакле «Джейсон» (1942). В этот период она сблизилась с начинающей актрисой Гэйл Расселл, которая стала её многолетней подругой. Во время игры в спектакле Уокер заметили скауты Paramount Pictures, и в том же году кинокомпания подписала с ней контракт.

## Карьера в кинематографе в 1942—1946 годах
Как написал историк кино Хэл Эриксон, благодаря «впечатляющему дебюту» в нуаровой комедии «Счастливчик Джордан» (1942) Уокер «была включена в категорию „умных красавиц“». Фильм рассказывал о гангстере (Алан Лэдд), который, несмотря на то, что оказывается в армии, не может отказаться от привычного образа жизни, и лишь благодаря влиянию очаровательной женщины-военнослужащей (Уокер) он наконец меняется. По мнению историка кино Крейга Батлера, Уокер здесь «пылка и энергична, но не особенно впечатляет».
Далее последовала комедия Paramount «Хорошие парни» (1943), в которой Уокер сыграла главную женскую роль дочери непутёвого риэлтора, которая вынуждена взять все заботы о бизнесе на себя, одновременно заводя роман с одним из клиентов. Как написал историк кино Брайан Уокер, «хотя Хелен играла преимущественно главные роли, вскоре она разочаровалась в фильмах, которые ей предлагались, и стала отказываться от сценариев. Вместо того, чтобы отстранить её от работы, что было обычным способом наказания актёров, студия Paramount сразу же уволила актрису».
Став фрилансером, Уокер сыграла в военной комедии «За рубежом с двумя янки» (1944) с Уильямом Бендиксом и в сатирической комедии «Миллионы Брюстера» (1945), где её возлюбленный (Деннис О’Киф) получает в наследство 8 миллионов долларов, но не сможет воспользоваться ими, если за год не потратит миллион долларов. Историк кино Джереми Арнольд назвал эту картину «лучшей киноверсией этой комической истории», особенно выделив «доставляющий наслаждение актёрский состав фильма во главе с О’Кифом, который включает Хелен Уокер, Джун Хэвок и других».
По словам Эриксона, далее «Уокер продолжила впечатлять поклонников и критиков своей работой» в таких картинах, как фантастический фильм нуар «Человек на улице полумесяца» (1945) и пародия на криминальные фильмы «Он сказал „Убийство“» (1945). В фильме «Человек на улице полумесяца» (1945) Уокер сыграла подружку учёного, который открыл средство вечной молодости путём пересадки желёз других людей, которых ради этого приходится убивать. Узнав о том, что делает ученый, героиня Уокер заставляет его отказаться от его преступного дела.
В фильме «Он сказал „Убийство“» (1945), Уокер сыграла охотницу за чужой добычей, выдающую себя за легендарную преступницу, напоминающую Бонни Паркер. В конце концов у неё начинается роман с социологом (Фред Макмюррей), который приехал в городок на поиски своего пропавшего коллеги. По мнению Батлера, Уокер «довольно хорошо справляется с ролью девушки, в которую в итоге влюбляется главный герой», а «Лос-Анджелес Таймс» заключила, что эта роль стала «первым успехом Уокер в кино».
Как написала историк кино Карен Хэннсберри, во время Второй мировой войны Уокер была известна, по словам одного журнала, как «человек, который всегда готов прийти на помощь нуждающемуся». Она совершила четыре турне, продавая военные бонды, и регулярно принимала участие в мероприятиях для военнослужащих. Также, как говорят, в этот период она стала увлекаться алкоголем и полюбила вечеринки, где с удовольствием развлекала присутствующих.
В 1946 году в качестве фрилансера Уокер сыграла в таких фильмах категории В, как детектив студии Republic Pictures «Убийство в мюзик-холле» (1946) с Верой Ралстон в роли балерины на льду, «приятный мюзикл» Paramount «Люди смешные» (1946) с Джеком Хейли и Руди Валле, а также комедия Universal Pictures «Её отважная ночь» (1946), где её партнёром снова был О’Киф .
В 1946 году Уокер подписала контракт с 20th Century Fox, что, по словам Брайана Уокера, «сулило ей великолепную кинокарьеру». В популярной комедии Fox «Клуни Браун» (1946) с Дженнифер Джонс в роли горничной и Шарля Буайе в роли чешского писателя-иммигранта, которые оказываются в британской великосветской семье, Уокер сыграла важную роль светской дамы, богатый ухажёр которой помогает герою Буайе деньгами. Как написал современный кинокритик Деннис Шварц, «хотя эта лёгкая комедия о морали британского высшего класса обладает определённым очарованием, однако она не более чем забавна и до предела растягивает реальность».

## Автоавария 1946 года
Как пишет Хэннсберри, «доброта актрисы обернулась к ней обратной стороной, когда в канун нового 1947 года по пути из Палм-Спринс в Лос-Анджелес она взялась подвезти троих солдат». 31 декабря 1946 года Уокер на машине режиссёра Х. Брюса Хамберстоуна ехала из Палм-Спринс в Лос-Анджелес. Недалеко от Палм-Спрингс она пригласила в машину голосующего на дороге 21-летнего военнослужащего Роберта Е. Ли, а некоторое время спустя подобрала ещё двоих военнослужащих. В районе Редлендс её машина врезалась в разделительный островок на дороге и перевернулась шесть раз, пролетев 600 футов. Как написала газета Los Angeles Daily Mirror, «полиция считает, что машина двигалась со скоростью 80 миль в час». В результате аварии Роберт Е. Ли погиб, двое других солдат получили травмы, а Уокер сломала таз и ключицу, а также несколько пальцев на ноге. По информации Los Angeles Daily Mirror, «её состояние тяжёлое, но не критическое». В феврале 1947 года Уокер выписалась из больницы, а в апреле 1947 года с неё были сняты обвинения в непредумышленном убийстве из-за «недостаточности и неопределённости улик». Тем не менее, в ещё в феврале 1947 года один из солдат выдвинул против Уокер гражданский иск на 150 тысяч долларов, обвиняя её в том, что она была пьяна и ехала со скоростью 90 миль в час. Позднее аналогичный иск выдвинул и второй травмированный военнослужащий. Несколько месяцев спустя в одном из интервью Уокер заявила, что ехала со скоростью 45 миль в час, когда врезалась в островок, она также отрицала, что была пьяна. В конце концов, с Уокер были сняты все обвинения в трагическом инциденте. Однако из-за нескольких недель, проведённых в больнице, Уокер потеряла роль в фильме «Одному Богу известно». На момент аварии картина находилась в производстве уже пять недель, и с участием Уокер было отснято уже 25 процентов материала. Продюсер Сеймур Нибензал оценил затраты на пересъёмку сцен с новой актрисой в 100 тысяч долларов.

## Продолжение актёрской карьеры в 1947—1960 годах
Как отмечает Хэл Эриксон, после аварии «ни сама Уокер, ни её карьера так полностью не восстановились». Тем не менее, она «мужественно вернулась в кино», исполнив несколько ролей, которые требовали от неё «тонкого ума и мастерства». Её первым фильмом после выхода из больницы стала «в меру увлекательная романтическая мелодрама Twentieth Century Fox об ипподромах», лошадях и скачках «Финишная прямая» (1947), где Уокер сыграла бывшую возлюбленную главного героя, любителя лошадей (Корнел Уайлд), к которой его ревнует его нынешняя подруга (Морин О’Хара).
Фильм нуар «Аллея кошмаров» (1947), по мнению Эриксона, «стал, вероятно, её лучшим фильмом после аварии». В этой картине добившийся популярности и успеха псевдо-медиум Стэнтон (Тайрон Пауэр) на одном из представлений знакомится с красивой и хитроумной дамой-психиатром из Чикаго Лилит Риттер (Хелен Уокер), и вскоре они начинают новый, более изощрённый мошеннический бизнес. Лилит снабжает Стентона информацией о своих богатых пациентах, а он на своем шоу выдаёт себя за медиума, который вступает в связь с их умершими родственниками. Однако после одной из неудачных попыток развести богатого клиента Риттер присваивает полученный от того гонорар в 150 тысяч долларов, после чего с помощью шантажа вынуждает Риттера податься в бега. После выхода фильма на экраны журнал Variety написал, что в этой картине «Уокер успешно исполняет роль расчётливой дамы, которая опрокидывает Пауэра с высот судьбы обратно к деградации и роли карнавального дурачка», а современный историк кино Люсия Боззола отметила, что Уокер сыграла редкую для того времени «роль преступницы, которой удаётся уйти от наказания».
После «несмешной романтической комедии» United Artists «Моя дорогая секретарша» (1948), где у неё была роль второго плана , Уокер появилась в «высоко оценённом критикой» фильме нуар «Звонить Нортсайд 777» (1948). Она сыграла «понимающую и чувственную жену» главного героя, репортёра чикагской газеты (Джеймс Стюарт), которому поручают провести расследование дела 10-летней давности о несчастном парне, который, как выясняется, оказался в тюрьме по сфабрикованным уликам. Хотя, по словам Хэннсберри, короткое появление Уокер на экране не обратило на себя особого внимания критиков, тем не менее сам фильм, по мнению Motion Picture Herald, стал «одним из лучших» в серии полудокументальных драм студии Fox. Кинообозреватель Босли Краузер в «Нью-Йорк Таймс» также высоко оценил картину, назвав её «заслуживающей внимания искусной современной мелодрамой, в которой напряжённая детективная история сочетается с живым и реалистичным изобразительным стилем».
Далее, как отмечает Хэннсберри, Уокер продемонстрировала «сногсшибательную игру в роли плохой девушки» в своей единственной картине 1949 года, фильме нуар «Удар», представ в образе Айрин, пленительной жены успешного бизнесмена из Сан-Франциско Уолтера Уильямса (Брайан Донлеви). Хотя внешне Айрин ведёт себя как любящая и преданная жена, на самом деле у неё развивается страстный роман с молодым любовником, вместе с которым она планирует убийство своего мужа. Однако в подстроенной ими автоаварии погибает не муж, а любовник. Уолтер же с изуродованным до неузнаваемости лицом исчезает, устраиваясь на работу в провинциальную автомастерскую. Когда Айрин начинают подозревать в организации убийства мужа, Уолтер приходит к ней, однако Айрин поворачивает дело таким образом, что якобы это муж убил из ревности её любовника. В конце концов, Айрин арестовывают по обвинению в сговоре с целью убить мужа. Позднее Уокер рассказывала, что ей первоначально предложили роль хорошей девушки, но она оказалась: «Я хотела другую роль, в которой был бы более сильный характер». По мнению Хэннсберри, Уокер оказалась права. Хотя Босли Краузер в «Нью-Йорк Таймс» и написал, что Уокер «почти настолько же красива, насколько и пуста как электрический холодильник, в роли холодной злодейки-жены», тем не менее, «от нескольких критиков она получила отличные отзывы за роль безжалостной жены», в частности, Энн Хелминг из Citizen News написала, что Айрин сочетает «приторность и яд самым сильным образом».
В 1951 году Уокер вернулась в кино, однако, по словам Хэннсберри, «к этому моменту её карьера уже стремительно шла вниз». Выглядя намного старше своего 31 года, она сыграла главную роль воровки драгоценностей в криминальной мелодраме «Моя правдивая история» (1951), которую поставил популярный актёр Микки Руни. В этой картине героиня Уокер после выхода из тюрьмы с помощью полиции решает разоблачить криминального босса, который заставляет её пойти на очередное преступление.
Ещё через год в «проходной» детективной мелодраме «Проблемные девушки» (1953) Уокер сыграла главную роль жёсткой и коварной директрисы частной школы для девушек с психическими проблемами, которая пытается выдать одну из девушек за наследницу умершего богатого нефтяного магната в надежде завладеть его имуществом.
Ещё через год в фильме нуар «Большой ансамбль» (1955) Уокер выдала «эмоциональную игру» в роли бывшей подруги гангстера, оказавшейся в санатории для психически больных, которая помогает детективу выйти на его сообщников. По словам Хэннсберри, в роли слабоумной Алексии Уокер придала «своему персонажу как психическую нестабильность, так и ощущение несчастья. У критиков были противоречивые оценки картины, однако игра Уокер была оценена преимущественно позитивно, а один из них назвал её „первоклассной“». В частности, кинокриктик Говард Томпсон в «Нью-Йорк Таймс» назвал фильм «резкой, неуклюжей и довольно старомодной криминальной мелодрамой», отметив при этом «превосходную игру» группы артистов, включая Хелен Уокер. Большинство современных критиков даёт фильму высокую оценку, относя его к классике жанра фильм нуар. Так, Майкл Кини назвал картину «отличным сексуальным и жёстким нуаром с талантливым актёрским составом и первоклассной режиссурой», который «понравится поклонникам режиссёра Квентина Тарантино».
Как отмечено в «Лос-Анджелес Таймс», после съёмок в фильме «Большой ансамбль» Уокер ушла из кино. В 1956—1960 годах она сыграла на телевидении в отдельных эпизодах таких сериалов, как «Облава» (1956), «Час „Двадцатого века Фокс“» (1957), «Сажать в тюрьму» (1960, 2 эпизода) и «Уичита» (1960), после чего окончательно завершила актёрскую карьеру.

## Актёрское амплуа и оценка творчества
Как отмечено на сайте Internet Movie Database, Хелен Уокер была «красивой и умной актрисой, которая так и не реализовала свой актёрский потенциал». Хэннсберри написала, что «жизнь Уокер напоминала американские горки с головокружительными взлётами и опустошительными падениями, неожиданными прорывами и трагическими несчастьями. После многолетних усилий она многообещающе дебютировала на Бродвее», после чего стала «объектом ухаживаний со стороны Голливуда и, казалась, была на пути, чтобы стать одной из самых талантливых звёзд кинокоролевства. Но с годами её сияющий свет был перекрыт пристрастием к алкоголю, участием в автоаварии, приведшей в гибели военнослужащего, и потере всего имущества в загадочном пожаре в её доме».
В начале своей кинокарьеры, по словам Брайана Уокера, она «завоевала крепкую репутацию, играя главные роли в комедиях в качестве партнёрши при ведущих актёрах». Как отмечает Эриксон, в 1946 году, когда её карьера набирала обороты, Уокер получила серьёзное ранение в автоаварии, после чего «ни она, ни её карьера так полностью не восстановились». Как отмечено в Internet Movie Database, Уокер «пыталась измениться, играя безжалостных и манипулирующих женщин в мрачных детективах с убийствами, где она снова показала свой великолепный талант». Однако, как отметил Брайан Уокер, «казалось бы умный переход от ролей девушки из соседнего двора к роковой женщине в таких нуаровых триллерах, как „Аллея кошмаров“ (1947), „Удар“ (1949) и „Проблемные девушки“ (1953), не помог возрождению её карьеры».
В итоге, её экранная карьера охватила всего 13 лет. На вершине своей славы она играла главные роли в паре с такими звёздами, как Тайрон Пауэр, Шарль Буайе и Фред Макмюррей, а также внесла памятный вклад в четыре фильма нуар — «Аллея кошмаров» (1947), «Звонить Нортсайд 777» (1948), «Удар» (1949) и «Большой ансамбль» (1955) .

## Личная жизнь
Уокер была замужем дважды. В 1942 году она вышла замуж за студийного юриста Роберта Ф. Блюмофа, с которым развелась в 1946 году. В 1950 году в Лос-Анджелесе Уокер вышла замуж за директора универмага Эдварда Николаса Дюдомейна. Однако в 1952 году их брак распался, так как муж «негодовал по поводу её друзей, её карьеры и киноиндустрии», принуждая её «оставить актёрскую профессию».
Как пишет Хэннсберри, к 1955 году как личная жизнь, так и карьера Уокер пришли в упадок. Вскоре после выхода «Большого ансамбля» она приехала на день рождения к подруге, завернув подарки в кадры из своих фильмов, заявив при этом, что «больше они ни на что не годны».
Вскоре из-за алкоголизма она стала страдать от паранойи и нервного расстройства. В 1960 году в пожаре сгорел её дом, после чего знакомые актёры устроили благотворительный спектакль с целью сбора средств для неё.
В 1960-е годы у неё появились злокачественные образования в нижней части челюсти, однако операция по их удалению не дала результата. Она ушла из общественной жизни и переселилась в небольшую квартиру в Северном Голливуде.

## Смерть
Хелен Уокер умерла 10 марта 1968 года в своём доме в Северном Голливуде, Калифорния, в возрасте 47 лет от рака. У неё осталась мать и две сестры.

## Фильмография
| Год  |   | Русское название            | Оригинальное название       | Роль                         |
| ---- | - | --------------------------- | --------------------------- | ---------------------------- |
| 1942 | ф | Счастливчик Джордан         | Lucky Jordan                | Джилл Эванс                  |
| 1943 | ф | Хорошие парни               | The Good Fellows            | Этель Хилтон                 |
| 1944 | ф | За рубежом с двумя янки     | Abroad with Two Yanks       | Джойс Стюарт                 |
| 1945 | ф | Человек на улице полумесяца | The Man in Half Moon Street | Ив Брэндон                   |
| 1945 | ф | Миллионы Брюстера           | Brewster's Millions         | Пегги Грэй                   |
| 1945 | ф | Он сказал «Убийство»        | Murder, He Says             | Клэр Мэтьюз                  |
| 1945 | ф | Таверна Даффи               | Duffy's Tavern              | Хелен Уокер                  |
| 1946 | ф | Люди смешные                | People Are Funny            | Кори Салливан                |
| 1946 | ф | Убийство в мюзик-холле      | Murder in the Music Hall    | Миллисент                    |
| 1946 | ф | Клуни Браун                 | Cluny Brown                 | Бетти Крим                   |
| 1946 | ф | Её отважная ночь            | Her Adventurous Night       | Констанс Фрай                |
| 1947 | ф | Финишная прямая             | The Homestretch             | Китти Брант                  |
| 1947 | ф | Аллея кошмаров              | Nightmare Alley             | Лилит Риттер                 |
| 1948 | ф | Звонить Нортсайд 777        | Call Northside 777          | Лора Макнил                  |
| 1948 | ф | Моя дорогая секретарша      | My Dear Secretary           | Элси                         |
| 1949 | ф | Удар                        | Impact                      | Айрин Уильямс                |
| 1951 | ф | Моя правдивая история       | My True Story               | Энн Мартин                   |
| 1953 | ф | Проблемные девушки          | Problem Girls               | мисс Диксон                  |
| 1955 | ф | Большой ансамбль            | The Big Combo               | Алисия Браун                 |
| 1956 | с | Облава                      | Dragnet                     |                              |
| 1957 | с | Час «Двадцатого века Фокс»  | The 20th Century-Fox Hour   | Ширли Ларкин                 |
| 1960 | с | Сажать в тюрьму             | Lock Up                     | разные роли (2 эпизода)      |
| 1960 | с | Уичита                      | Wichita Town                | Сью, школьная подруга Скотти |